# 苏州摩天轮乐园

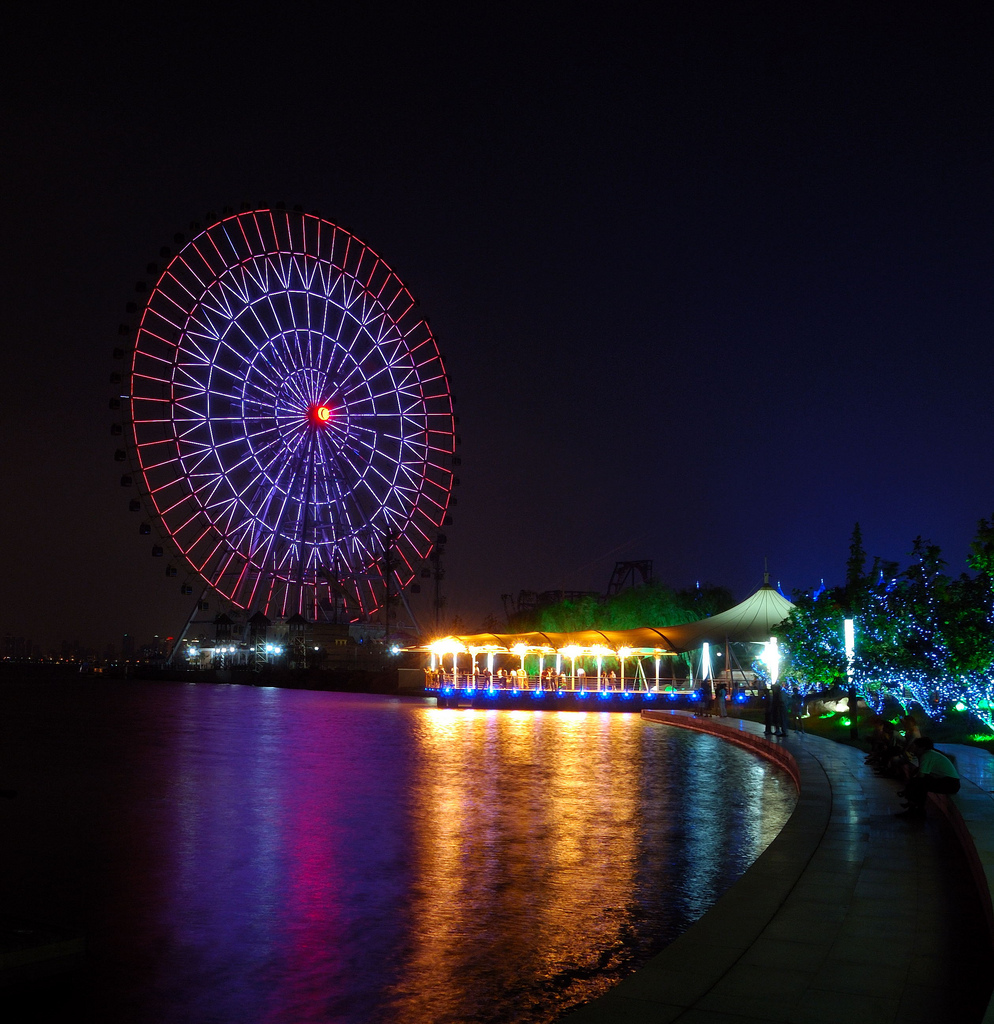
2010年的摩天轮

苏州摩天轮乐园（也称金鸡湖摩天轮），位于苏州工业园区金鸡湖东岸的右岸街99号，苏州国际博览中心南侧。

## 历史
乐园总占地37680平方米，2009年5月21日开园。乐园主体是一个高120米的巨型摩天轮，它有60个座舱，能容纳300名乘客，每旋转一周大约需要20分钟。整个摩天轮上安装有3000平方米的LED灯光，可做成各类图案及特效。摩天轮建成于2009年，是中国四个120米高的巨型摩天轮之一，因部分支撑建于水中，苏州摩天轮也成为了全球最大的水上摩天轮。
园内除摩天轮外，还有悬挂式过山车、双层旋转木马、卡丁车等其他游乐设施。
2018年9月10日，摩天轮乐园运营方宣布闭园并将实施升级改造，而摩天轮也将被拆除。2025年3月28日，改造后的摩天轮正式对外开放，并重新定名为“苏州之眼”。